# 克拉普霍尔茨
克拉普霍尔茨（德語：Klappholz）是德国石勒苏益格－荷尔斯泰因州的一个市镇。总面积8.22平方公里，总人口514人，其中男性240人，女性274人（2011年12月31日），人口密度63人/平方公里。